# Experiência da borracha quântica
Em física, a experiência da borracha quântica ou experiência do apagador quântico é uma experiência de dupla fenda que demonstra várias leis da mecânica quântica, incluindo a dualidade onda-partícula e o entrelaçamento quântico. Visa explicar certas propriedades da matéria - tanto de onda como de partícula -, o princípio da complementaridade e a interpretação de Copenhague, esboçando a ideia de que a mecânica quântica, para obter uma medição precisa de um aspecto de certas disciplinas experimentais, deve, em contrapartida, perder a sua precisão (tal como é impossível ver os dois lados de uma moeda de uma só vez, sem utilizar nenhum artefato como por exemplo duas câmeras de vídeo focadas uma em cada face da moeda e expostas em um único monitor. A verificação deve ocorrer a olho nu.). O experimento utiliza um cristal especial (não linear) de beta borato de bário, pela sua capacidade de produzir pares de fótons a partir de um único fóton, e um interferômetro para explorar a natureza do tipo onda de um objeto.